# Мітькін Микола Андрійович
Микола Андрійович Мітькін (13 березня 1929, село Івіно, тепер Ленінградської області, Російська Федерація — 9 лютого 1998) — радянський литовський діяч, 2-й секретар ЦК КП Литви. Член Бюро ЦК КП Литви в 1986—1988 роках. Депутат Верховної ради Литовської РСР. Кандидат історичних наук (1968).

## Життєпис
У 1953 році закінчив Карело-Фінський державний університет у місті Петрозаводську.
Член КПРС з 1954 року.
У 1959—1960 роках — завідувач сектору відділу Карельського обласного комітету КПРС. У 1960—1961 роках — завідувач Будинку політпросвіти; заступник завідувача відділу Карельського обласного комітету КПРС.
У 1961—1963 роках — секретар, у 1963—1965 роках — 2-й секретар Петрозаводського міського комітету КПРС Карельської АРСР.
У 1968 році закінчив Академію суспільних наук при ЦК КПРС.
У 1968—1969 роках — лектор Карельського обласного комітету КПРС.
У 1969—1984 роках — інструктор ЦК КПРС. У 1984—1986 роках — завідувач сектору відділу ЦК КПРС.
17 вересня 1986 — 9 грудня 1988 року — 2-й секретар ЦК КП Литви.
Подальша доля невідома.
Помер 9 лютого 1998 року.